# Penhold
Penhold est une ville (town) du Comté de Red Deer, située dans la province canadienne d'Alberta.

## Démographie
En tant que localité désignée dans le recensement de 2011, Penhold a une population de 2 375 habitants dans 889 de ses 925 logements, soit une variation de 20.5% avec la population de 2006. Avec une superficie de 5,333 4 km2, la ville possède une densité de population de 445,306 9 hab/km2 en 2011.
Concernant le recensement de 2006, Penhold abritait 1 961 habitants dans 706 de ses 732 logements. Avec une superficie de 2,349 0 km2, la ville possédait une densité de population de 834,8 hab/km2 en 2006.
| 2001  | 2006  | 2011  | 2016  |
| ----- | ----- | ----- | ----- |
| 1 729 | 1 961 | 2 375 | 3 277 |